# Bombylius wadensis
Bombylius wadensis är en tvåvingeart som beskrevs av Efflatoun 1945. Bombylius wadensis ingår i släktet Bombylius och familjen svävflugor. Inga underarter finns listade i Catalogue of Life.